# リン酸三ナトリウム
リン酸三ナトリウム（リンさんさんナトリウム）は化学式 Na3PO4、分子量 163.92 の金属リン酸塩。無色または白色の結晶。通常は12水和物である。単にリン酸ナトリウムともいう。リン酸に多量の水酸化ナトリウムを加えた水溶液を蒸発濃縮させて得られる。加水分解して強塩基性の水溶液とされるが、その他の溶媒には溶けにくい。
写真用現像液、砂糖の精製、硬水軟化剤、リン酸系洗剤、製紙薬剤、皮なめし剤、染色助剤などに広く使われる。